# Adamello Ski Raid

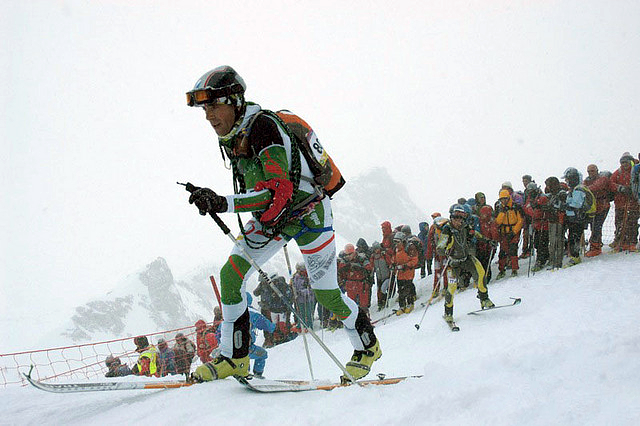
Adamello Ski Raid de 2008

L'Adamello Ski Raid est une compétition internationale de ski de randonnée qui se déroule depuis 2006 autour du mont Adamello, dans la Province de Brescia, en Lombardie (Italie). La compétition est bisannuelle depuis 2011.
L'Adamello Ski Raid fait partie de la Grande Course avec la Pierra Menta, le Trophée Mezzalama, le Tour du Rutor et la Patrouille des glaciers.